# Janet L. Kavandi
Janet Lynn Kavandi (Misuri, Estados Unidos, 17 de julio de 1959) es una científica estadounidense y astronauta de la NASA. Ha estado en tres misiones del Transbordador STS y ha sido subjefa del Cuerpo de Astronautas de la NASA.

## Biografía
Janet Kavandi nació en Carthage, Misuri, y se graduó en 1977 por el Carthage Senior High School como la estudiante con mayor nivel de su curso. En 1980 se graduó en química por la Missouri Southern State University, en 1982 obtuvo un máster en química por la Missouri University of Science and Technology y en 1990 se doctoró por la Universidad de Washington en la misma materia.
Después de graduarse en 1982 aceptó un puesto en Eagle-Picher Industries en Joplin, Misuri, como ingeniera en desarrollo de baterías nuevas para aplicaciones de defensa. En 1984, aceptó un puesto como ingeniera en el Departamento de tecnología de sistemas de potencia del Boeing Defense, Space & Security en Seattle, Washington. Se desempeñó como ingeniera principal de potencia secundaria para el Short Range Attack Missile II, y como representante principal del personal técnico involucrado en el diseño y desarrollo de baterías térmicas para Sea Lance y el Proyectil Exo-Atmosférico Ligero. También apoyó otros programas, que incluyen la Estación Espacial, estudios de la Base Lunar y Marte, Vehículo de Transferencia Orbital Avanzada, Misiles de Crucero, Minuteman y Peacekeeper. En 1986, mientras todavía trabajaba para Boeing, fue aceptada en una escuela de posgrado en la Universidad de Washington, donde comenzó a trabajar para obtener su doctorado en química analítica. Su disertación doctoral involucró el desarrollo de un recubrimiento indicador de presión que usa enfriamiento con oxígeno de fotoluminiscencia de porfirina para proporcionar mapas de presión de superficie continua de modelos de prueba aerodinámica en túneles de viento.

## Carrera en la NASA

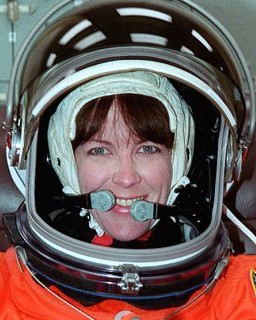
Astronauta Kavandi con el traje espacial

Fue seleccionada como candidata a astronauta por la NASA en diciembre de 1994 y reportada al Centro Espacial Johnson en marzo de 1995. Tras un año de capacitación fue asignada a la Subdivisión de cabida útil, donde apoyó la integración de carga útil para la Estación Espacial Internacional. Trabajó como especialista de misión en la STS-91, del 1 al 12 de junio de 1998, la novena y última misión de atraque de Shuttle-Mir, concluyendo la fase uno del programa conjunto U.S./Rusia. Después de la misión, trabajó como comunicadora de cápsula (CAPCOM) en el Centro de Control de Misiones de la NASA. En su segunda misión, sirvió a bordo del STS-99, del 11 al 22 de febrero del 2000, la misión Shuttle Radar Topography, que mapeó más de 47 millones de millas de la superficie terrestre para proporcionar datos para un mapa topográfico tridimensional altamente preciso.
Posteriormente trabajó en la Sucursal de Robótica, donde se entrenó tanto en el transbordador como en los sistemas de manipulación robótica de la estación espacial. En su misión más reciente, sirvió en el vuelo STS-104, del 12 al 24 de julio de 2001, en la décima misión a la Estación Espacial Internacional. La tripulación del transbordador instaló la esclusa conjunta Quest y realizó operaciones conjuntas con la tripulación de la Expedición 2. Kavandi se había entrenado en el Laboratorio de Flotación Neutral para caminar en el espacio, pero no tomó una caminata espacial durante la misión STS-104.
Después de su última misión, sirvió de nuevo para trabajar en el plomo para las cargas útiles y la sección de habitabilidad, y luego como el jefa de sección para la Estación Espacial Internacional (ISS). Ella fue la responsable de la capacitación, las operaciones, la seguridad y la habitabilidad de las tripulaciones a bordo del ISS, así como el desarrollo de hardware y software y las revisiones de diseño. También fue la responsable de las cargas científicas que las tripulaciones de ISS operan en órbita y de la coordinación entre socios internacionales para visitar vehículos y operaciones asociadas.
En 2005 aceptó un puesto como jefa adjunta de la Oficina de Astronautas y ocupó ese puesto hasta febrero de 2008. Después de esa asignación, se convirtió en directora adjunta de Operaciones de Tripulación de Vuelo y luego directora del Centro Espacial Johnson de Operaciones de Tripulación de Vuelo.
Como veterana de 3 vuelos ha registrado más de 33 días en el espacio, realizando más de 534 órbitas alrededor de la Tierra.
En marzo de 2016, sucedió a Jim Free como directora del Glenn Research Center de la NASA, en Cleveland, Ohio.

Emblemas de las misiones
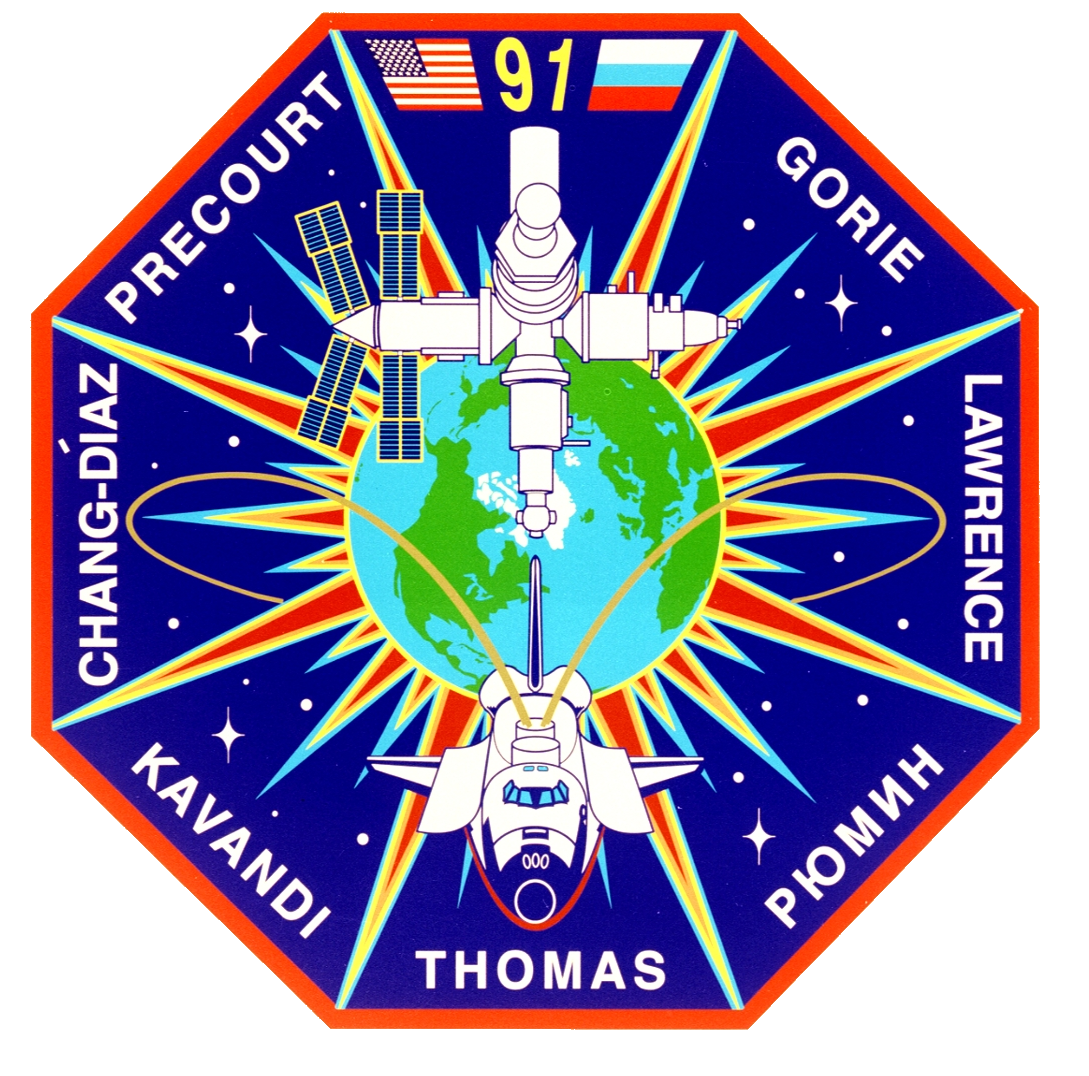
Misión STS-91
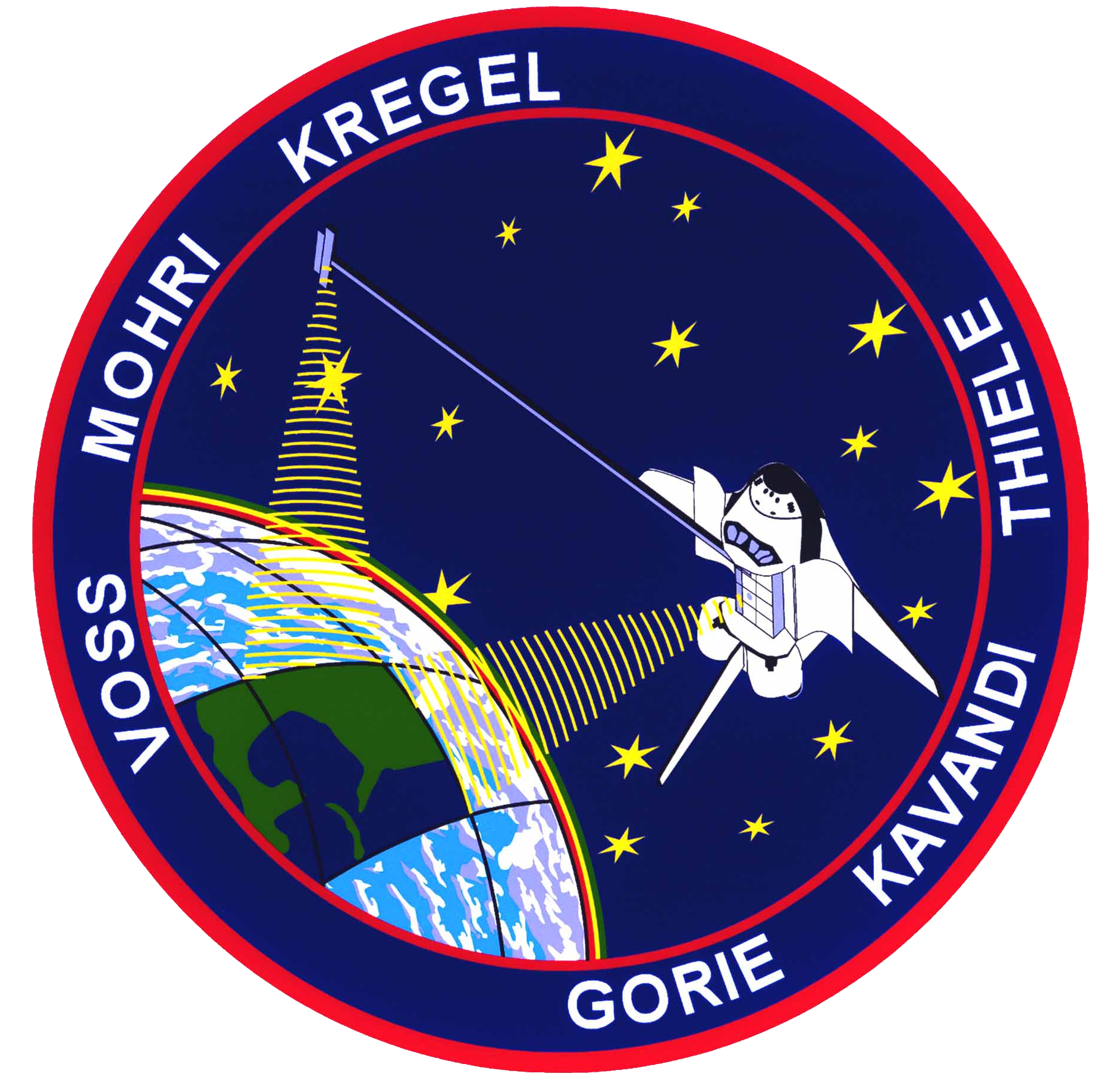
Misión STS-99
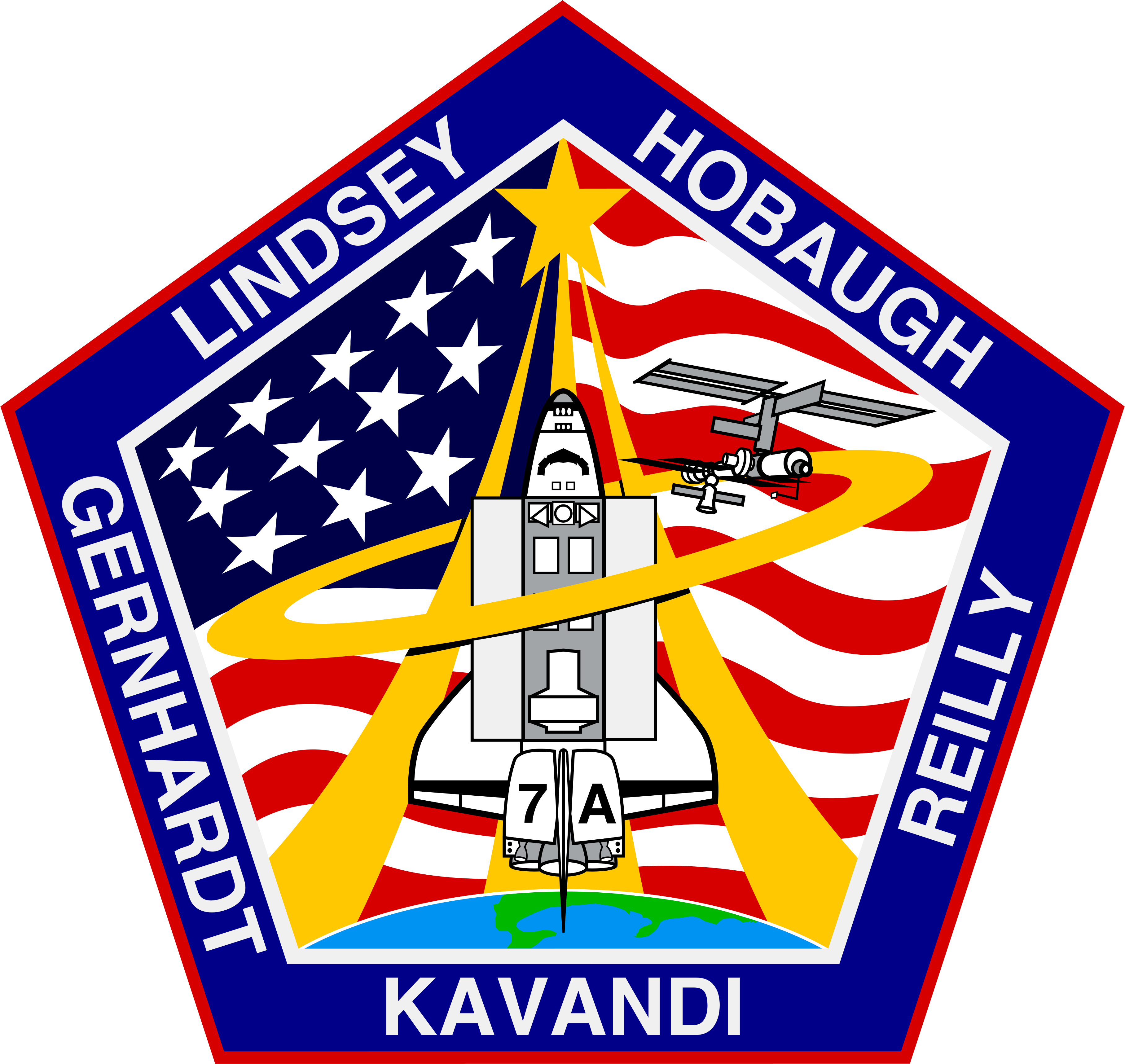
Misión-104